# Francisco Muñoz Ramírez
Francisco Muñoz Ramírez (Mérida, 5 de abril de 1953-Madrid, 22 de junio de 2023) fue un político español perteneciente al PSOE.

## Biografía
Sus orígenes familiares se encuentran en Zarza Capilla, un pueblo de la provincia de Badajoz, aunque desde los diez años vivió en Badajoz, ciudad de la que se sintió partícipe y ciudadano. Aficionado a la lectura, al teatro, al ciclismo y al cine. De estado civil casado y con dos hijos varones (Guillermo y Bruno).

## Trayectoria profesional
Fue licenciado en Filosofía y Letras por la Universidad Complutense de Madrid.
En 1985, ingresó como funcionario de carrera en el área de Cultura de la Diputación Provincial de Badajoz, de la que llegó a ser director a partir de 1992, año en el que fue nombrado delegado de la Diputación Provincial de Badajoz para coordinar las actividades culturales del Pabellón de Extremadura en la Exposición Universal de Sevilla en 1992.
Tras la habilitación del consorcio para gestionar el Teatro López de Ayala de la ciudad de Badajoz, fue nombrado director Gerente del mismo en 1994.

## Trayectoria política
En las elecciones municipales de 1995 fue elegido concejal por el PSOE, cargo que dejó al ser requerido por Juan Carlos Rodríguez Ibarra para ocupar la Consejería de Cultura y Patrimonio del gobierno regional de Extremadura. Fue uno de los consejeros que más tiempo ha estado en ejercicio, puesto que dejaría la Consejería antes de las elecciones de municipales de 2007, para las que había sido elegido por unanimidad candidato a la alcaldía de Badajoz.
Durante su gestión como consejero se han realizado muy diversos proyectos en la región: el Palacio de Congresos "Manuel Rojas" en Badajoz, la Biblioteca Regional de Extremadura en el recinto de la Alcazaba de Badajoz, los consorcios «Gran Teatro» (Cáceres) y «López de Ayala» (Badajoz), el Palacio de Congresos y Exposiciones de Mérida, la constitución de la Orquesta de Extremadura, la Orquesta Joven de Extremadura y el Coro de Extremadura, el Museo Extremeño e Iberoamericano de Arte Contemporáneo en Badajoz, el Museo Vostell Malpartida, la red de teatros de Extremadura, la Academia Europea de Yuste, la Recuperación de la Vía de la Plata a su paso por Extremadura o la campaña "Ni un pueblo sin biblioteca" son algunos de los proyectos de sus años de gestión.
En el terreno orgánico, fue miembro del Comité Federal del PSOE y Secretario General del PSOE de Badajoz entre 2004 y 2008.
Vocal del Consejo de Patrimonio Nacional desde mayo de 2004.